# Li Qianfu
Pour les articles homonymes, voir Li.
Li Qianfu (chinois 李潜夫) est un dramaturge chinois qui aurait vécu au xive siècle. Son surnom est Xingdao.
Il était probablement taoïste et est l'auteur du Cercle de craie (Hui lan ji).

## Le Cercle de craie

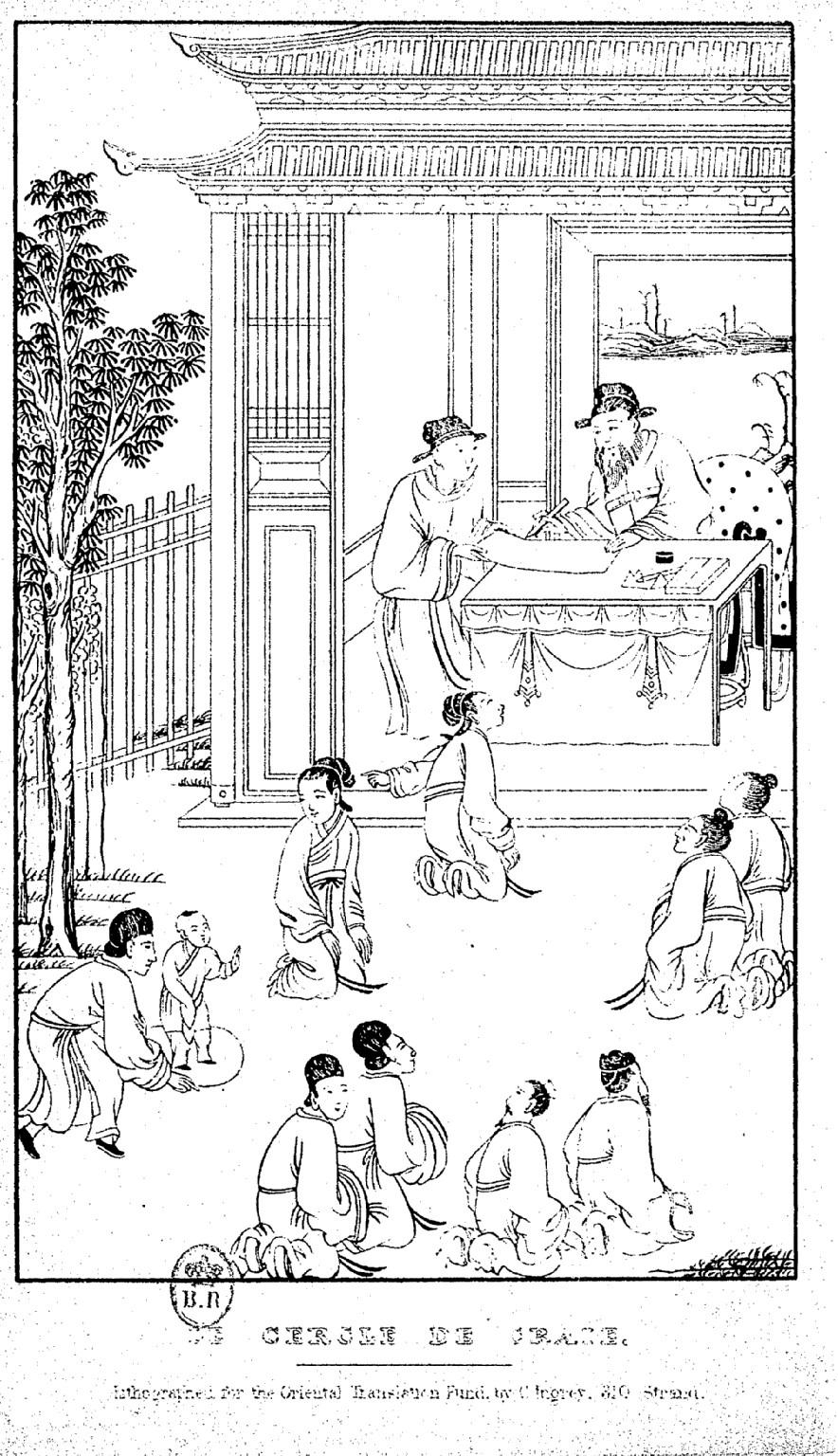
Illustration pour le Cercle de craie.

Le Cercle de craie est une pièce du répertoire de la dynastie Yuan (zaju) et met en scène le juge Bao. Zhang Haitang est une concubine faussement accusée par une épouse d'avoir empoisonné son mari. L'épouse, qui est la véritable empoisonneuse, cherche en outre à faire passer pour sien le fils de Zhang Haitang afin de s'approprier l'héritage. Le juge Bao fait tracer un cercle à la craie sur le sol et fait placer l'enfant au centre : celle des deux femmes réussissant à tirer à elle l'enfant sera considérée comme sa mère. En réalité, seule la fausse mère est capable de déployer assez d'énergie pour le faire, au risque de le blesser. Ce qui s'apparente au jugement de Salomon permet ainsi d'innocenter la concubine Zhang Haitang.
Le Cercle de craie, traduit en français en 1832 par Stanislas Julien, a inspiré à Bertolt Brecht Le Cercle de craie caucasien, après avoir avant Brecht inspiré à Alexander von Zemlinsky Le Cercle de craie (Der Kreidekreis), opéra allemand créé en 1933, et Le Cercle de craie (Der Kreidekreis) (de), pièce de théâtre allemande de Klabund, créée vers 1925.

## Traduction
- Hoeï-lan-ki, ou L'Histoire du cercle de craie, trad. Stanislas Julien, Londres, 1832 [lire en ligne]